# Antillorena
Antillorena es un género de arañas cazadoras de hormigas del orden Araneae. Fue descrito por Rudy Jocqué en 1991.

## Especies
- Antillorena gaia Brescovit y Ruiz, 2011
- Antillorena patapata Brescovit y Ruiz, 2011
- Antillorena polli (Eugène Simon, 1887)
- Antillorena sanjacintensis Quijano-Cuervo y Brescovit, 2018